# ثوم دوكيني
الثوم الدوكيني (باللاتينية: Allium decaisnei) نوع نباتي عشبي يتبع جنس الثوم من الفصيلة الثومية.

## الموئل والانتشار
ينتشر في بلاد الشام وسيناء.